# Hemictenius smirnovi
Hemictenius smirnovi är en skalbaggsart som beskrevs av Gusakov 2004. Hemictenius smirnovi ingår i släktet Hemictenius och familjen Melolonthidae. Inga underarter finns listade i Catalogue of Life.